# Amala
|  | Per a altres significats, vegeu «Principat d'Amala». |

Amala és un gegant mitològic que dona estabilitat al món en la mitologia dels nadius americans Tsimshian, Nass, Skidegate, Kaigani, Massett i Tlingit. Sosté la Terra que equilibra sobre un pal que gira. Rep una aplicació anual d'oli d'ànec salvatge als músculs d'un criat que li alleuja els músculs. La creença és que quan tots els ànecs siguin caçats, ja no hi haurà oli d'ànec disponible al món. En aquest punt, Amala mor i el món s'enfonsa del pal i arriba a la seva fi.

## Mite
El nom Amala fa referència al seu estat molt brut i significa literalment "forat de fum". Es diu que Amala és el fill més petit d'una família que físicament dèbil i mandrosa. El fan dormir entre les cendres i pateix maltractaments per part de tothom. En moltes variants del mite, Amala dorm en l'orina. Al final de la seva vida, aconsegueix una força sobrenatural en secret i es converteix en un jove guapo i poderós que aconsegueix fer moltes gestes agosarades i es converteix en salvador i protector dels seus familiars contra els seus enemics. La gesta final de la seva vida és ser el successor d'un cap moribund en una illa del mar del sud-oest que té l'objectiu de mantenir la Terra. El cap moribund s'assabenta de les diferents gestes d'Amala i, impressionat per la seva destresa, crida l'heroi. Quan arriba l'Amala, el cap lliura el llarg pal sobre el qual gira el món pla. Algunes versions del mite afirmen que el cap col·loca el pal al pit d'Amala, mentre que altres versions sostenen que el pal es subjecta a l'esquena d'Amala. Un criat alleuja els músculs d'Amala amb l'aplicació anual de cullerades de greix d'ànec i oli d'ànec salvatge que ajuden a Amala a mantenir el món girant.

## Possibles influències
Hi ha la possibilitat que els mites sobre Amala i herois similars de la mitologia nativa americana estiguessin influenciats pels contes de la Ventafocs i Atles, el tità que porta el món a l'espatlla en la mitologia grega, introduït a la cultura nativa americana des d'Europa. Hi ha una similitud entre la Ventafocs i l'Amala en què tots dos dormen en cendres i tots dos són maltractats per la seva tribu o família. La història d'Amala, el menyspreat membre de la tribu que supera l'adversitat i s'eleva a ser un heroi entre el seu poble, pot ser una combinació d'elements de l'heroïna o heroïna oprimida i burlada, com ara la Ventafocs i l'heroi de l'Atles el tipus que habita a l'inframón.